# Wohn- und Geschäftshaus Dittrichring 2

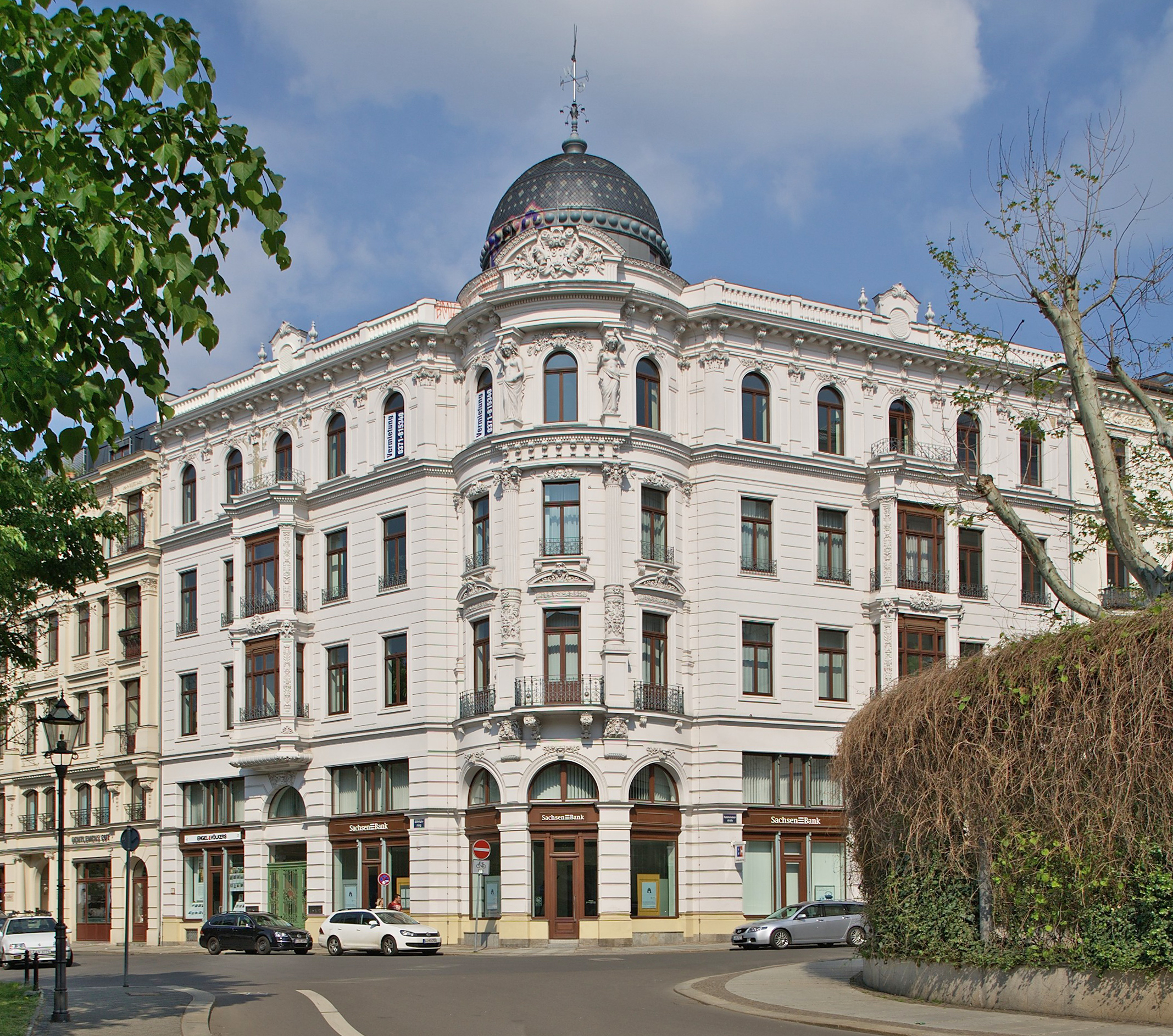
Dittrichring 2 (2011)

Das Haus Dittrichring 2 ist ein Wohn- und Geschäftshaus in der Innenstadt von Leipzig. Das Haus steht an der stumpfen Ecke der Einmündung der Ratsfreischulstraße in den oberen Dittrichring zwischen Neuem Rathaus und Thomaskirche. Es genießt Denkmalschutz.

## Geschichte
Das Gebäude wurde in den Jahren 1875/1876 nach Plänen des Leipziger Architekten Arwed Roßbach (1844–1902) errichtet. Bauherr war Franz Traugott Anton Schauer, der bereits 1849 die Braunkohlengrube „Gottes Segen“ in Brandis bei Leipzig gegründet hatte.
Das Gebäude hatte zunächst die Adresse Schulstraße 12, da die damalige Schulstraße (seit 2000 Ratsfreischulstraße) entlang des heutigen oberen Dittrichrings bis zum Thomaskirchhof reichte.
Spätere Umbauten bezogen sich vorwiegend auf die Ladenzone und während der DDR-Zeit gelegentliche Teilungen der original pro Etage vorgesehenen zwei Wohnungen. Vor Zerstörung im Zweiten Weltkrieg blieb das Haus verschont. Seit der umfassenden Sanierung 1993 wird es vorwiegend als Geschäftshaus genutzt.

## Architektur

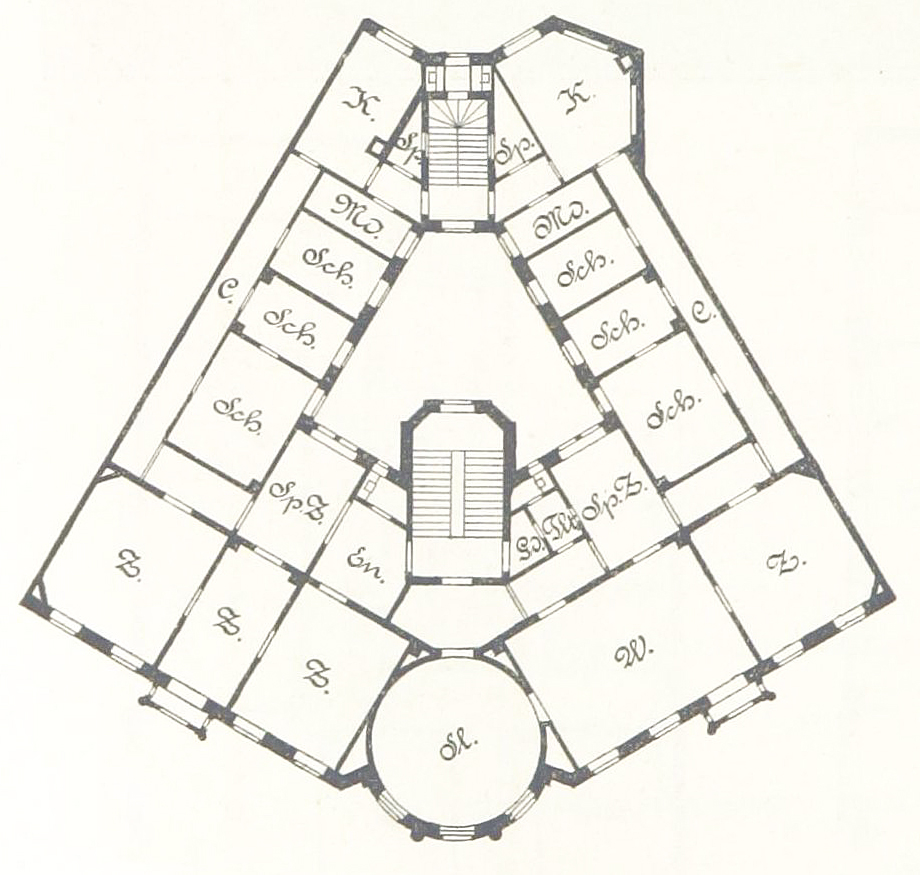
Etagengrundriss zur Bauzeit
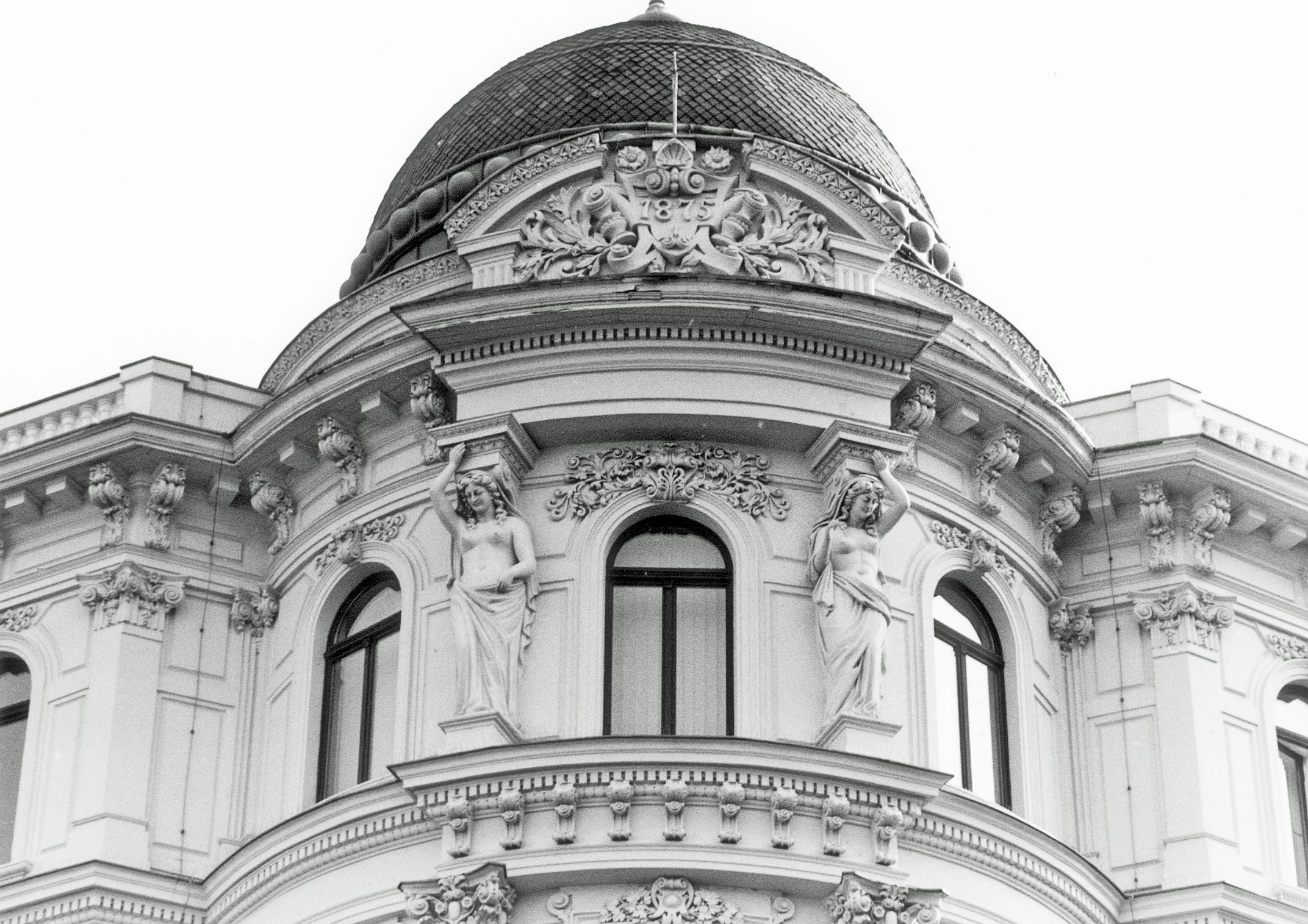
Kuppel des Eckturms (2016)

Das viergeschossige Eckgebäude über einem Grundriss in Form eines Drachenvierecks ist ein verputzter Ziegelbau mit gleichartigen fünfachsigen Fassaden nach beiden Straßenseiten. Zwischen diesen ist ein runder Eckturm mit einer schiefergedeckten Kuppel und Wetterfahne eingefügt.
Im Inneren des Gebäudes befindet sich ein kleiner Hof, auch als Drachenviereck. Der reichliche Fassadendekoration ist in Stuck und Sandstein ausgeführt.
Über der Erdgeschosszone mit Entresol erheben sich die gleichgestalteten ersten beiden Stockwerke mit Mittelerkern und Rechteckfenstern. Auf den Erkern befinden sich Balkone für das dritte Obergeschoss, welches Rundbogenfenster und Pilastergliederung besitzt. Besonderen Schmuck weist der Turm in dieser Etage auf. Karyatiden stützen ein Gebälk, über dem sich ein gesprengter Giebel mit Kartusche und der Datierung 1875 befindet.
Das flachgeneigte Dach über einem kräftigen Kranzgesims auf Konsolen wird durch Attiken mit Balustern verdeckt.